# Antonov An-22
Antonov An-22 Антей (Anteus) (NATO "Cock") este un avion militar de transport strategic greu. A fost cel mai mare avion din lume, până la apariția modelului american C-5 Galaxy. Dispune de 4 turbopropulsoare cu elice contrarotative.